# Inger Helene Nybråten
Inger Helene Nybråten, född den 8 december 1960, är en norsk före detta längdåkare som tävlade i världscupen mellan 1982 och 1995 och vann totalt fyra tävlingar.
Nybråten var med i fyra olympiska spel och tog tre medaljer alla i stafett. Den största meriten var stafettguldet vid OS 1984. Nybråten tog även fem VM-medaljer i stafett och den största bedriften var guldet på hemmaplan i Oslo 1982. Hennes bästa individuella prestation i ett mästerskap är bronset på 15 kilometer vid VM 1995.